# Rekingen
Rekingen (toponimo tedesco) è una frazione del comune svizzero di Zurzach, nel Canton Argovia. Conta 933 abitanti.

## Storia
Il 1° gennaio 2022 il comune di Rekingen venne fuso con i comuni di Bad Zurzach, Baldingen, Böbikon, Kaiserstuhl, Rietheim, Rümikon e Wislikofen, formando il nuovo comune di Zurzach.

## Società

### Evoluzione demografica
L'evoluzione demografica è riportata nella seguente tabella:
Abitanti censiti

## Infrastrutture e trasporti
Rekingen è servito dall'omonima stazione sulla ferrovia Winterthur-Koblenz.

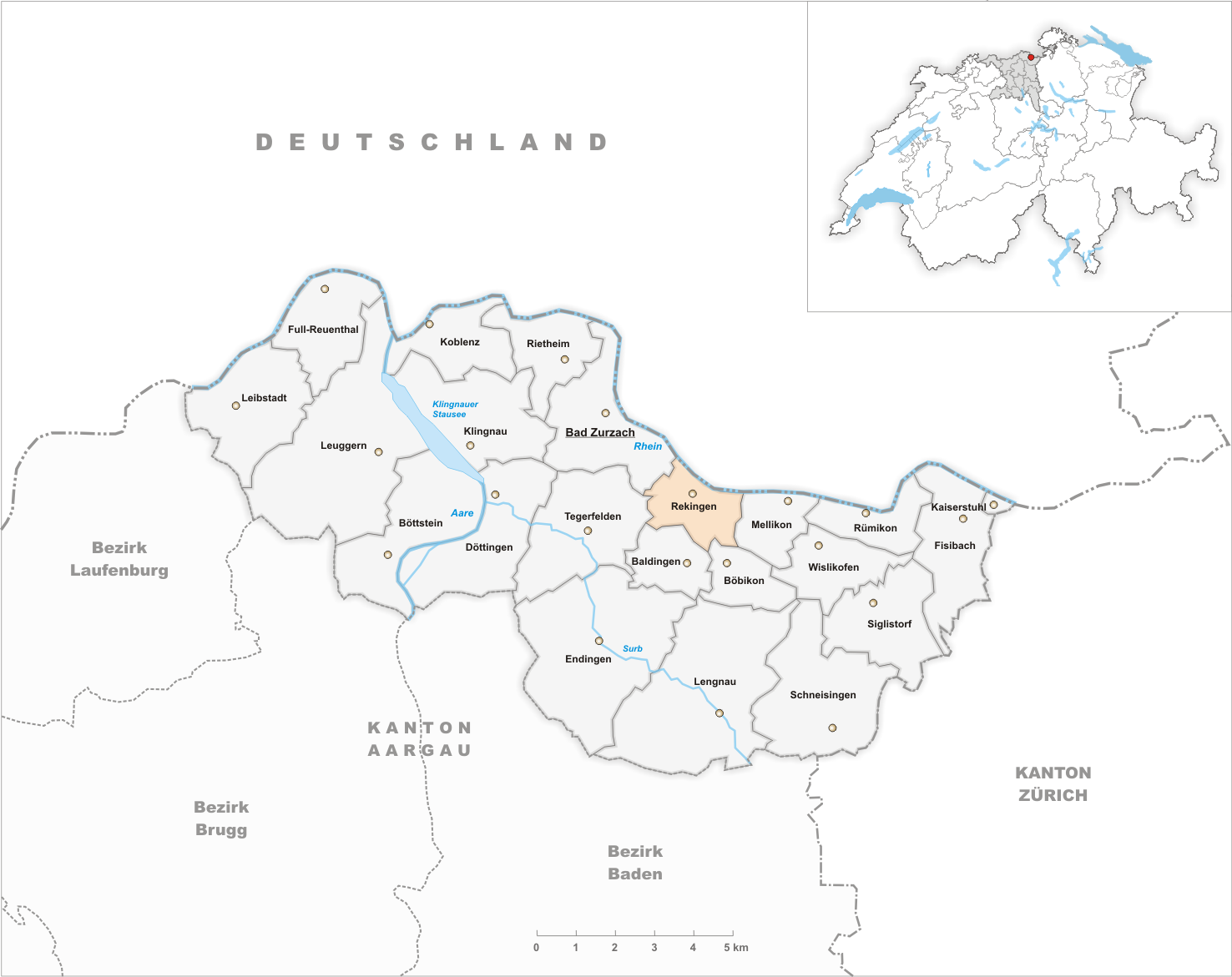
Territorio dell'ex comune all'interno del distretto di Zurzach

## Amministrazione
Ogni famiglia originaria del luogo fa parte del cosiddetto comune patriziale e ha la responsabilità della manutenzione di ogni bene ricadente all'interno dei confini del comune.